# Adwick upon Dearne
Adwick upon Dearne – wieś w Anglii, w hrabstwie ceremonialnym South Yorkshire, w dystrykcie metropolitalnym Doncaster. Leży na południowym brzegu rzeki Dearne, 18 km na północny wschód od miasta Sheffield i 235 km na północ od Londynu. Miejscowość liczy 351 mieszkańców.